# Digital Down Converter

Blockschaltbild eines Digital Down Converters

Ein Digital Down Converter, kurz DDC, mischt das digitale Signal eines hoch abgetasteten, analogen Signals in das Basisband oder in einen Zwischenfrequenzbereich herunter. Das Gegenstück stellt der Digital Up Converter (DUC) dar.
Die Implementierung des DDCs kann sowohl in einem Field Programmable Gate Array (FPGA), digitalen Signalprozessor (DSP) oder auch in anwendungsspezifischen integrierten Schaltungen (ASIC) erfolgen.
Der Anwendungsbereich eines DDC liegt in der Nachrichtenübertragung, in Basisstationen und Mobiltelefonen und auch im Bereichen der Messtechnik wie beispielsweise bei Spektrumanalysatoren.